# Przemysław Szymiński
Przemysław Szymiński (Katowice, 24 giugno 1994) è un calciatore polacco, difensore del Ruch Chorzów.

## Biografia
Suo padre Marek Szymiński era anch'egli un calciatore.

## Caratteristiche tecniche
Atleta agile e fisicamente prestante, si tratta di un jolly di difesa che può essere impiegato da centrale, sulla fascia destra o da mediano di centrocampo.

## Carriera

### Club
Inizia la carriera nel Rozwój Katowice, squadra della terza serie polacca in cui è cresciuto.
Si trasferisce quindi al Wisla Plock, squadra della seconda serie in cui riesce a imporsi e con cui ottiene la promozione in Ekstraklasa debuttandovi nella stagione 2016-2017.
Il 2 agosto 2017 si trasferisce alla squadra italiana del Palermo con cui firma un contratto triennale. Il 27 dicembre 2018 segna il gol del definitivo 3-0, il primo in maglia rosanero, nel match contro l'Ascoli valido per la 18ª giornata di Serie B.
Rimasto svincolato, il 25 luglio 2019 si trasferisce ufficialmente al Frosinone firmando un contratto triennale. Dopo una frattura alla mandibola che gli fa saltare i primi mesi di campionato, esordisce con i ciociari il 5 dicembre nella sfida di Coppa Italia contro il Parma, persa 2-1.In campionato esordisce solo il 16 febbraio 2020 giocando da titolare la partita col Perugia vinta per 1-0. Nella prima stagione disputa solo 8 partite in campionato e 2 nei playoff, in cui il Frosinone è sconfitto in finale dallo Spezia.
Nella seconda stagione gioca con più continuità, ed il 3 ottobre 2020 segna anche la sua prima rete con i ciociari nella vittoria per 2-0 in casa del Venezia. Si ripete poi il 6 marzo 2021 nel successo per 2-1 in casa del Cosenza.
Conquistato definitivamente il posto da titolare, nella stagione 2021/22 gioca anche con la fascia da capitano tra ottobre e dicembre 2021.
Nella stagione 2022/23 indissa ancora la fascia da capitano nel mese di dicembre 2022, in cui torna a segnare in serie B l'8 dicembre nella vittoria per 3-0 in casa della Reggina. A fine stagione vince il campionato di serie B con il Frosinone, ottenendo la promozione nella massima serie.
Pochi giorni dopo aver esordito in Serie A con i ciociari, nella gara vinta per 2-1 contro l'Atalanta, il 31 agosto 2023 si trasferisce in prestito annuale alla Reggiana.
A fine prestito fa ritorno ai gialloblù, nel frattempo retrocessi in Serie B, con cui milita per una stagione (trovando poco spazio) per poi lasciare il club.
Il 2 luglio 2025 fa ritorno in patria accasandosi al Ruch Chorzów.

### Nazionale
Con la maglia della Nazionale under-21 è stato convocato per gli europei di categoria nel 2017.

## Statistiche

### Presenze e reti nei club
Statistiche aggiornate al 5 luglio 2025.
| Stagione               | Squadra                | Campionato             | Campionato | Campionato | Coppe nazionali | Coppe nazionali | Coppe nazionali | Coppe continentali | Coppe continentali | Coppe continentali | Altre coppe | Altre coppe | Altre coppe | Totale | Totale |
| Stagione               | Squadra                | Comp                   | Pres       | Reti       | Comp            | Pres            | Reti            | Comp               | Pres               | Reti               | Comp        | Pres        | Reti        | Pres   | Reti   |
| ---------------------- | ---------------------- | ---------------------- | ---------- | ---------- | --------------- | --------------- | --------------- | ------------------ | ------------------ | ------------------ | ----------- | ----------- | ----------- | ------ | ------ |
| 2012-2013              | Rozwój Katowice        | 2L                     | 20         | 1          | CP              | -               | -               | -                  | -                  | -                  | -           | -           | -           | 20     | 1      |
| 2013-2014              | Rozwój Katowice        | 2L                     | 32         | 1          | CP              | 2               | 0               | -                  | -                  | -                  | -           | -           | -           | 34     | 1      |
| 2014-gen. 2015         | Rozwój Katowice        | 2L                     | 18         | 1          | CP              | 1               | 0               | -                  | -                  | -                  | -           | -           | -           | 19     | 1      |
| Totale Rozwój Katowice | Totale Rozwój Katowice | Totale Rozwój Katowice | 70         | 3          |                 | 3               | 0               |                    | -                  | -                  |             | -           | -           | 73     | 3      |
| gen.-giu. 2015         | Wisła Płock            | 1L                     | 12         | 0          | CP              | -               | -               | -                  | -                  | -                  | -           | -           | -           | 12     | 0      |
| 2015-2016              | Wisła Płock            | 1L                     | 32         | 0          | CP              | 1               | 0               | -                  | -                  | -                  | -           | -           | -           | 33     | 0      |
| 2016-2017              | Wisła Płock            | EK                     | 34         | 3          | CP              | -               | -               | -                  | -                  | -                  | -           | -           | -           | 34     | 3      |
| ago. 2017              | Wisła Płock            | EK                     | 3          | 0          | CP              | -               | -               | -                  | -                  | -                  | -           | -           | -           | 3      | 0      |
| Totale Wisla Plock     | Totale Wisla Plock     | Totale Wisla Plock     | 81         | 3          |                 | 1               | 0               |                    | -                  | -                  |             | -           | -           | 82     | 3      |
| ago. 2017-2018         | Palermo                | B                      | 26+2       | 0          | CI              | 0               | 0               | -                  | -                  | -                  | -           | -           | -           | 28     | 0      |
| 2018-2019              | Palermo                | B                      | 20         | 1          | CI              | 0               | 0               | -                  | -                  | -                  | -           | -           | -           | 20     | 1      |
| Totale Palermo         | Totale Palermo         | Totale Palermo         | 46+2       | 1          |                 | 0               | 0               |                    | -                  | -                  |             | -           | -           | 48     | 1      |
| 2019-2020              | Frosinone              | B                      | 8+2        | 0          | CI              | 1               | 0               | -                  | -                  | -                  | -           | -           | -           | 11     | 0      |
| 2020-2021              | Frosinone              | B                      | 30         | 2          | CI              | 1               | 0               | -                  | -                  | -                  | -           | -           | -           | 31     | 2      |
| 2021-2022              | Frosinone              | B                      | 32         | 0          | CI              | 1               | 0               | -                  | -                  | -                  | -           | -           | -           | 33     | 0      |
| 2022-2023              | Frosinone              | B                      | 15         | 1          | CI              | 1               | 0               | -                  | -                  | -                  | -           | -           | -           | 16     | 1      |
| ago. 2023              | Frosinone              | A                      | 1          | 0          | CI              | 0               | 0               | -                  | -                  | -                  | -           | -           | -           | 1      | 0      |
| ago. 2023-2024         | Reggiana               | B                      | 21         | 0          | CI              | -               | -               | -                  | -                  | -                  | -           | -           | -           | 21     | 0      |
| 2024-2025              | Frosinone              | B                      | 1          | 0          | CI              | -               | -               | -                  | -                  | -                  | -           | -           | -           | 1      | 0      |
| Totale Frosinone       | Totale Frosinone       | Totale Frosinone       | 87+2       | 3          |                 | 4               | 0               |                    | -                  | -                  |             | -           | -           | 93     | 3      |
| Totale carriera        | Totale carriera        | Totale carriera        | 305+4      | 10         |                 | 8               | 0               |                    | -                  | -                  |             | -           | -           | 317    | 10     |

## Palmarès

### Club

#### Competizioni nazionali
- Campionato italiano di Serie B: 1

Frosinone: 2022-2023